# Nadir

Vztah mezi zenitem a nadirem

Nadir (též podnožník) je v astronomii bod na obloze, který leží přímo pod pozorovatelem, tedy na té části nebeské sféry, kterou pozorovatel nemůže vidět. Je to průsečík kolmice na horizontální rovinu pozorovacího místa s nebeskou sférou. Je pólem horizontální souřadnicové soustavy. Opakem nadiru je zenit.